# Alf (musikalbum)
Alf är den engelska sångerskan Alison Moyets debutalbum, utgivet den 9 november 1984. Albumet nådde första plats på UK Albums Chart och Official New Zealand Music Chart.
Albumets titel Alf syftar på Alison Moyets smeknamn.

## Låtlista
Alla låtar är skrivna och komponerade av Alison Moyet, Steve Jolley och Tony Swain, utom "Invisible" av Lamont Dozier. 
| Nr | Titel              | Längd |
| -- | ------------------ | ----- |
| 1. | Love Resurrection  | 3:52  |
| 2. | Honey for the Bees | 4:12  |
| 3. | For You Only       | 4:01  |
| 4. | Invisible          | 4:00  |
| 5. | Steal Me Blind     | 3:17  |
| 6. | All Cried Out      | 6:49  |
| 7. | Money Mile         | 3:43  |
| 8. | Twisting the Knife | 3:27  |
| 9. | Where Hides Sleep  | 4:18  |

## Medverkande
- Alison Moyet – sång, bakgrundssång
- Steve Jolley – bakgrundssång, gitarr på "Invisible"
- Tony Swain – keyboard
- Tim Goldsmith – trummor